# COROT-8 b
COROT-8b – planeta pozasłoneczna typu superziemia, znajdująca się w kierunku konstelacji Orła w odległości około 1240 lat świetlnych od Ziemi. Została odkryta w 2010 roku przez satelitę COROT. Planeta ta ma około 70% masy i promienia Saturna. Obiega swoją gwiazdę z okresem ok. 6,2 doby.
Planeta COROT-8b należy do najmniejszych planet pozasłonecznych odkrytych metodą tranzytu. Jest to druga od końca pod względem wielkości planeta odkryta w trakcie misji COROT. Jest to jednocześnie pierwsza planeta typu superziemia odkryta metodą tranzytu. Jej struktura wewnętrzna powinna przypominać strukturę lodowych olbrzymów.
| Jowisz | COROT-8 b |
| ------ | --------- |
|        |           |